# 宮森洋一郎
宮森 洋一郎（みやもり よういちろう、1950年〈昭和25年〉 - ）は日本の建築家。宮森洋一郎建築設計室主宰。吉岡賞など受賞。

## 経歴
1950年に広島県呉市に生まれる。1973年に京都大学工学部建築学科を卒業後、大学院へと進み1975年に修士課程を修了した。その後、東急設計コンサルタントおよび美建設計事務所に勤務するも実家の都合で広島へと戻り、1982年に宮森洋一郎建築設計室を設立した。1999年以降は広島工業大学で非常勤講師も務めている。

## 受賞歴
- 1995年 第11回吉岡賞（現新建築賞）受賞作：宮の町タウンハウス（45歳）[3]
- 1999年 第2回ひろしま建築文化賞 大賞（49歳）受賞作：江波の家[5]
- 1999年 第2回ひろしま建築文化賞 入選、受賞作：東平塚のアトリエ[6]
- 2003年 第4回ひろしま建築文化賞 優秀賞（53歳）受賞作：そらビル[6]
- 2006年 第5回ひろしま建築文化賞 優秀賞（56歳）受賞作：メゾンフェニックスII[6]
- 2006年 第5回ひろしま建築文化賞 大賞、受賞作:RCC文化センター（1階改修工事）[5]
- 2012年 第7回ひろしま建築文化賞 大賞、受賞作：似島学園高等養護部[7]